# Mythimna vitellina
Mythimna vitellina es una polilla de la familia Noctuidae. Se distribuye en todo el sur de Europa y el sur de Europa del Este. También se encuentra en el norte de África, el Cercano Oriente y Oriente Medio, Asia central y oeste de China.
La envergadura es de 36 a 43 mm. La longitud de las alas varía de 12 a 14 mm.
La temporada de vuelo se registra en agosto y octubre, pero a veces también a principios del verano en Gran Bretaña. Es una especie migratoria.
La polilla se alimenta de varias gramíneas.